# 阿里山國家森林遊樂區
23°31′N 120°48′E / 23.517°N 120.800°E

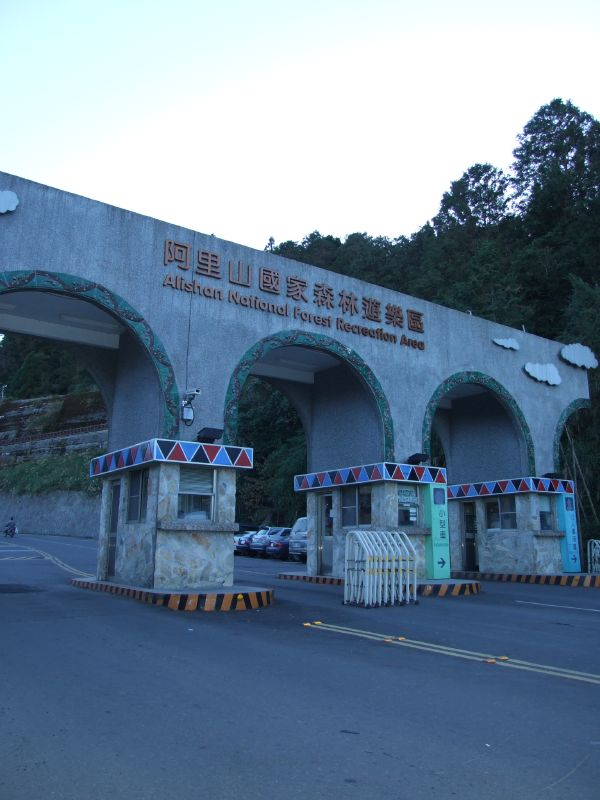
阿里山國家森林遊樂區舊大門

阿里山國家森林遊樂區位於台灣嘉義縣阿里山鄉，行政區上劃分為中山村（東南部）、中正村（中部）、香林村（西北部）三個村，是由林業及自然保育署規劃與管理的一座國家森林遊樂區，也是阿里山國家風景區的核心旅遊景點。
阿里山並不是一座山的名稱，而是特定範圍的統稱。地理上屬於阿里山山脈主脈的一個區域（最高峰大塔山海拔2,662公尺），東鄰玉山山脈，北接雪山山脈。自然景觀極為豐富，日出、雲海、晚霞、神木與鐵道（阿里山森林鐵路）並列為「阿里山五奇」，而「阿里雲海」更被列為名勝台灣八景之一。
2001年交通部觀光局規劃成立阿里山國家風景區，其範圍除涵蓋原有的阿里山國家森林遊樂區之外，並擴大至番路鄉、竹崎鄉和梅山鄉的其他風景區，但阿里山國家森林遊樂區及阿里山森林鐵路主管機關為林業及自然保育署持續營運管理。

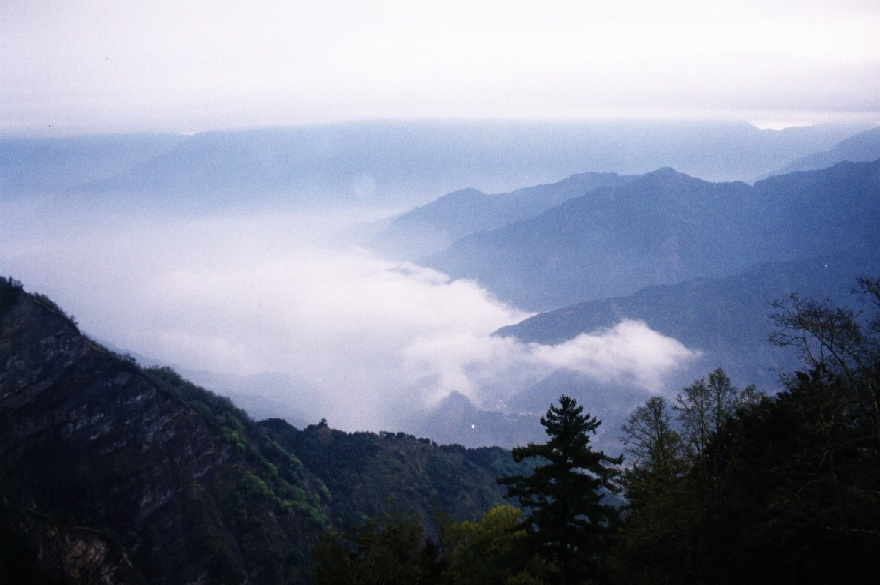
阿里山雲海一景

## 範圍
依據林業及自然保育署的資料顯示，從日治時期至今，因森林事業區重劃，阿里山區的範圍多次改變，如今的阿里山區包含大塔山、塔山、松山、烏松山、鹿崛山、獅子頭山、祝山、萬歲山、兜山、千人洞山、光崙山、大凍山、火炎山、篤鼻山和對高岳等15座高度超出1,400公尺的山峰所圍繞的地區，其中以大塔山最高，海拔2,663公尺，整個阿里山區面積高達三萬多公頃。
阿里山山脈北起自南投集集濁水溪南岸，南抵高雄燕巢雞冠山。稜脈大致呈現北北東─南南西的走向，長約二百五十公里，平均高度二千五百公尺。由於大斷層通過阿里山山脈的東側，造成了東坡陡、西坡緩的地勢。

## 地質
阿里山位於阿里山山脈的主山脈之上，其海拔高為2,216（7,270英尺）。阿里山山區是以沼平地區為中心並向西北傾斜的斜向山坡，其南北翼各自向西彎曲形成一半懷抱地形。相對於玉山山脈與雪山山脈，阿里山山脈的地質時期是屬於晚期中新世紀層，是這三者中最年輕的，而構成阿里山地區的岩層為主要以塊狀砂岩外加少量沙頁岩的南港沙岩層組成，其形成時期大致為一千萬年前的中新世晚期。由於沙頁岩層本身的不穩定性以及位於阿里山地區的斷層的存在，導致此區域地層的不穩定，進而造成許多斷崖及瀑布。此區域的土壤是以阿里山粘質壤土為主，是由第三紀的硬質砂岩及頁岩育化產生的。由於其排水良好，並沒有嚴重的土壤沖刷問題存在，其地表的腐植質層通常都有3至5公分厚，但由於缺乏鈣而使得土壤呈現強酸性，其pH值為4.0至5.0之間。在此區域內，塔山的土壤為特殊的石質土，並沒有豐厚的表土層，而地表主要由尚未風化完成的硬岩石以及其碎片物質所構成。

## 氣候
| 阿里山（平均數據1991−2020年，極端數據1933-2021年更新中） | 阿里山（平均數據1991−2020年，極端數據1933-2021年更新中） | 阿里山（平均數據1991−2020年，極端數據1933-2021年更新中） | 阿里山（平均數據1991−2020年，極端數據1933-2021年更新中） | 阿里山（平均數據1991−2020年，極端數據1933-2021年更新中） | 阿里山（平均數據1991−2020年，極端數據1933-2021年更新中） | 阿里山（平均數據1991−2020年，極端數據1933-2021年更新中） | 阿里山（平均數據1991−2020年，極端數據1933-2021年更新中） | 阿里山（平均數據1991−2020年，極端數據1933-2021年更新中） | 阿里山（平均數據1991−2020年，極端數據1933-2021年更新中） | 阿里山（平均數據1991−2020年，極端數據1933-2021年更新中） | 阿里山（平均數據1991−2020年，極端數據1933-2021年更新中） | 阿里山（平均數據1991−2020年，極端數據1933-2021年更新中） | 阿里山（平均數據1991−2020年，極端數據1933-2021年更新中） |
| 月份                                                     | 1月                                                      | 2月                                                      | 3月                                                      | 4月                                                      | 5月                                                      | 6月                                                      | 7月                                                      | 8月                                                      | 9月                                                      | 10月                                                     | 11月                                                     | 12月                                                     | 全年                                                     |
| -------------------------------------------------------- | -------------------------------------------------------- | -------------------------------------------------------- | -------------------------------------------------------- | -------------------------------------------------------- | -------------------------------------------------------- | -------------------------------------------------------- | -------------------------------------------------------- | -------------------------------------------------------- | -------------------------------------------------------- | -------------------------------------------------------- | -------------------------------------------------------- | -------------------------------------------------------- | -------------------------------------------------------- |
| 历史最高温 °C（°F）                                      | 20.4 (68.7)                                              | 21.3 (70.3)                                              | 21.7 (71.1)                                              | 23.6 (74.5)                                              | 23 (73)                                                  | 25.5 (77.9)                                              | 24.9 (76.8)                                              | 24.3 (75.7)                                              | 25.2 (77.4)                                              | 23.6 (74.5)                                              | 23.2 (73.8)                                              | 20.8 (69.4)                                              | 25.5 (77.9)                                              |
| 平均高温 °C（°F）                                        | 11 (52)                                                  | 11.7 (53.1)                                              | 13.9 (57.0)                                              | 15.7 (60.3)                                              | 17.2 (63.0)                                              | 18.4 (65.1)                                              | 19.3 (66.7)                                              | 18.8 (65.8)                                              | 18.5 (65.3)                                              | 17.4 (63.3)                                              | 15.6 (60.1)                                              | 12.6 (54.7)                                              | 15.8 (60.4)                                              |
| 日均气温 °C（°F）                                        | 6.5 (43.7)                                               | 7.3 (45.1)                                               | 9.5 (49.1)                                               | 11.5 (52.7)                                              | 13.1 (55.6)                                              | 14.4 (57.9)                                              | 14.7 (58.5)                                              | 14.6 (58.3)                                              | 14 (57)                                                  | 12.4 (54.3)                                              | 10.7 (51.3)                                              | 8 (46)                                                   | 11.4 (52.5)                                              |
| 平均低温 °C（°F）                                        | 3.1 (37.6)                                               | 4.1 (39.4)                                               | 6.1 (43.0)                                               | 8.4 (47.1)                                               | 10.2 (50.4)                                              | 11.6 (52.9)                                              | 11.6 (52.9)                                              | 11.7 (53.1)                                              | 11 (52)                                                  | 9.1 (48.4)                                               | 7.4 (45.3)                                               | 4.6 (40.3)                                               | 8.2 (46.8)                                               |
| 历史最低温 °C（°F）                                      | −11.5 (11.3)                                             | −8.5 (16.7)                                              | −7 (19)                                                  | −5.5 (22.1)                                              | 0.7 (33.3)                                               | 0 (32)                                                   | 5.6 (42.1)                                               | 4 (39)                                                   | −0.8 (30.6)                                              | −5.2 (22.6)                                              | −5 (23)                                                  | −8 (18)                                                  | −11.5 (11.3)                                             |
| 平均降水量 mm（）                                        | 86.8 (3.42)                                              | 109.9 (4.33)                                             | 146.6 (5.77)                                             | 223.9 (8.81)                                             | 510.4 (20.09)                                            | 674.7 (26.56)                                            | 694.7 (27.35)                                            | 813.1 (32.01)                                            | 402.7 (15.85)                                            | 141.2 (5.56)                                             | 66.9 (2.63)                                              | 69.7 (2.74)                                              | 3,940.6 (155.12)                                         |
| 平均降雨天数                                             | 7.9                                                      | 8.3                                                      | 9.8                                                      | 12.5                                                     | 19.3                                                     | 19.7                                                     | 21                                                       | 22.6                                                     | 16.8                                                     | 9.2                                                      | 6.6                                                      | 7.4                                                      | 161.1                                                    |
| 平均相對濕度（％）                                       | 80.6                                                     | 83.4                                                     | 81.4                                                     | 84                                                       | 89.2                                                     | 89.5                                                     | 91.1                                                     | 92.2                                                     | 91.3                                                     | 86.9                                                     | 82.4                                                     | 80.6                                                     | 86.1                                                     |
| 月均日照時數                                             | 149.2                                                    | 120.6                                                    | 138                                                      | 120.9                                                    | 103.2                                                    | 108                                                      | 118.1                                                    | 102                                                      | 105.2                                                    | 135.6                                                    | 143.3                                                    | 148.3                                                    | 1,492.4                                                  |
| 来源：交通部中央氣象局                                   |                                                          |                                                          |                                                          |                                                          |                                                          |                                                          |                                                          |                                                          |                                                          |                                                          |                                                          |                                                          |                                                          |

## 生態

### 林相

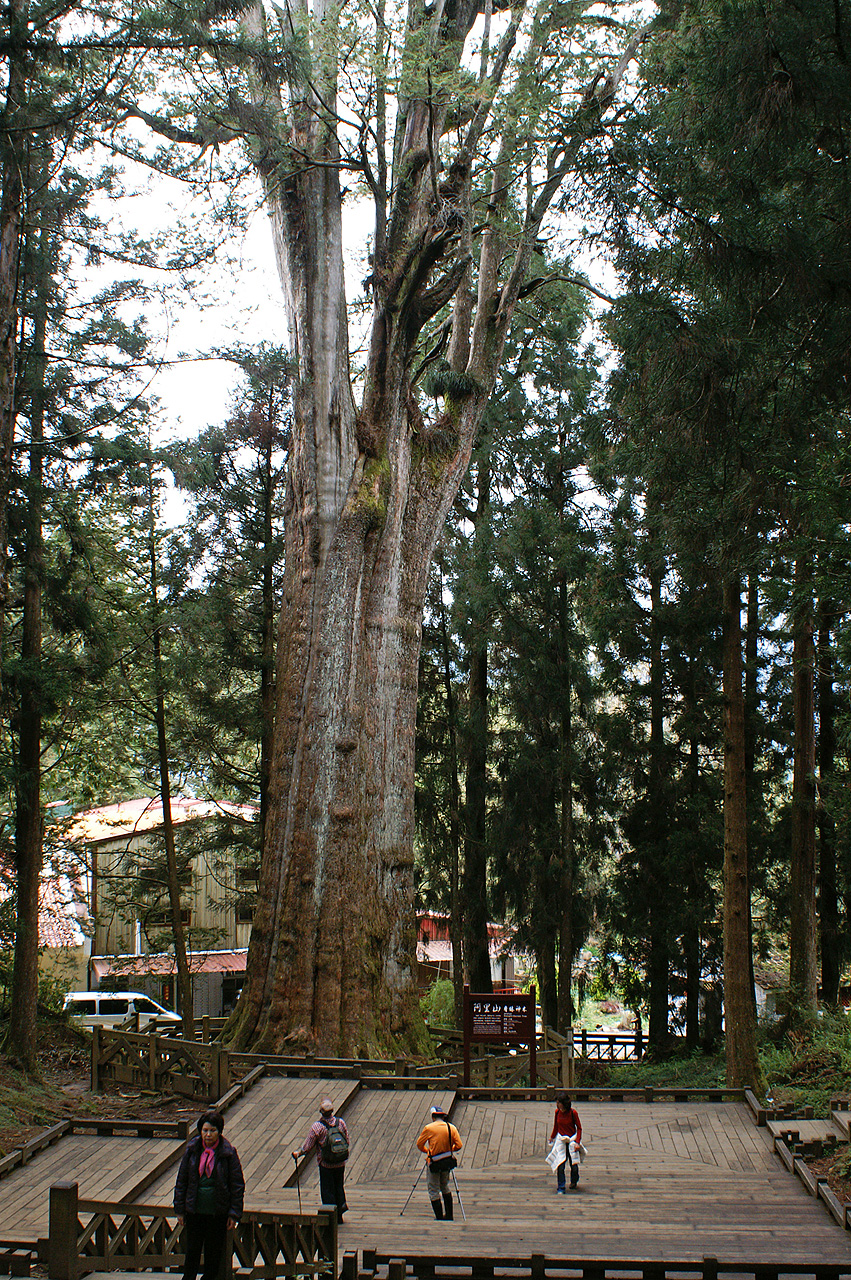
紅檜（圖為阿里山香林神木：光武檜）

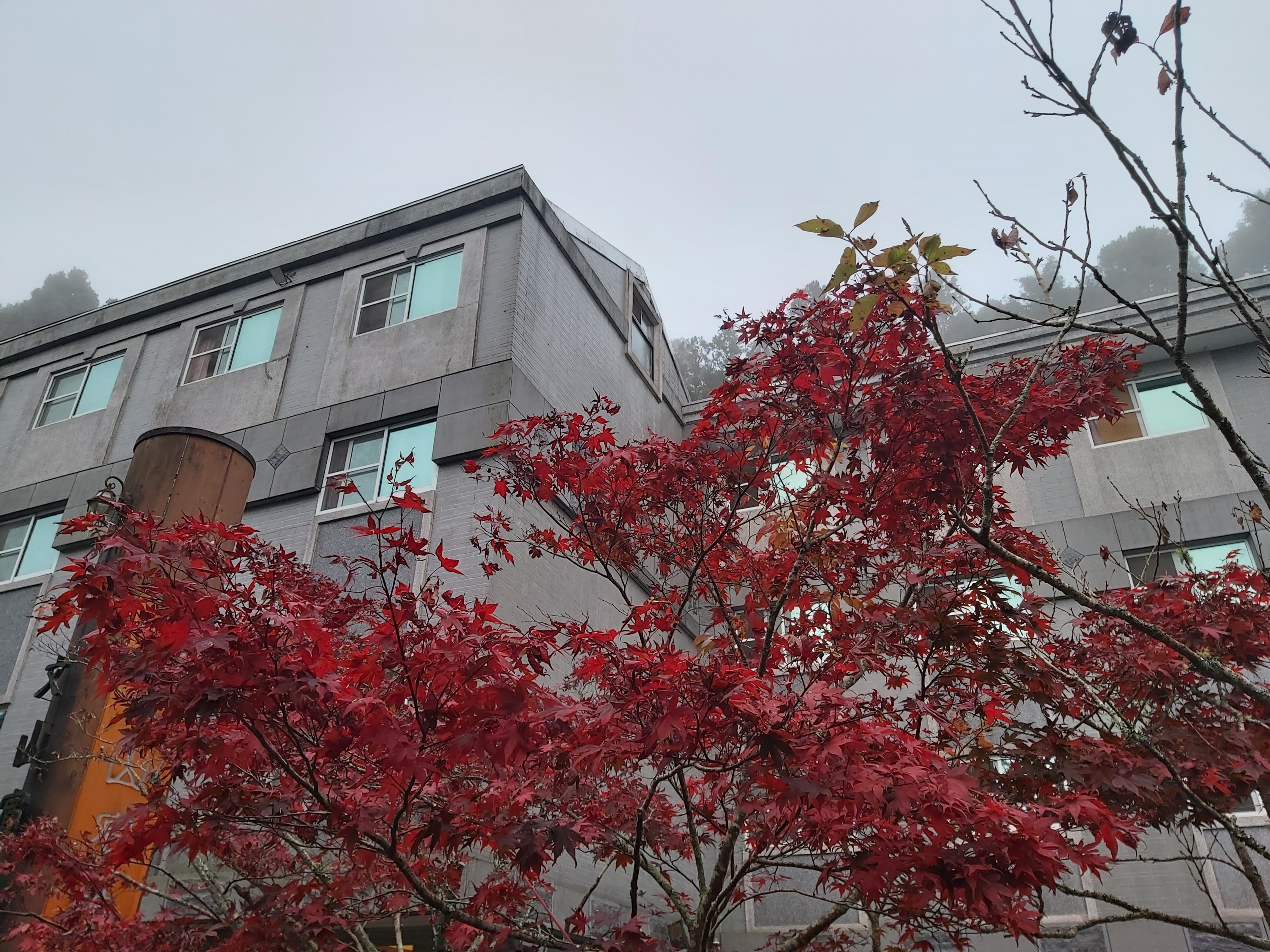
文山賓館前的楓樹

阿里山區的林相豐富，從亞熱帶的闊葉林到寒帶的針葉林都有。800公尺以下丘陵為熱帶林相，主要由相思樹、構樹構成。800～1,000公尺是以樟樹、楓樹、楠樹和殼斗科植為為主的暖帶林林相。1,800～3,000公尺左右的林相為溫帶林，紅檜、台灣扁柏、台灣杉、鐵杉及台灣果松稱為阿里山五木在此大量生長，阿里山的千年檜木群是目前台灣最密集的巨木群。3,000～3,500公尺主要是台灣冷杉，呈現寒帶林的林相。並設有阿里山台灣一葉蘭自然保留區

### 動物
多樣的林相造就了多種動物棲息的生態，在鳥類方面，有栗背林鴝、酒紅朱雀、鱗胸鷦鷯等中高海拔鳥群。還有台灣獼猴、赤腹松鼠、山羌、山豬等動物。

## 人口

### 原住民族

#### 鄒族

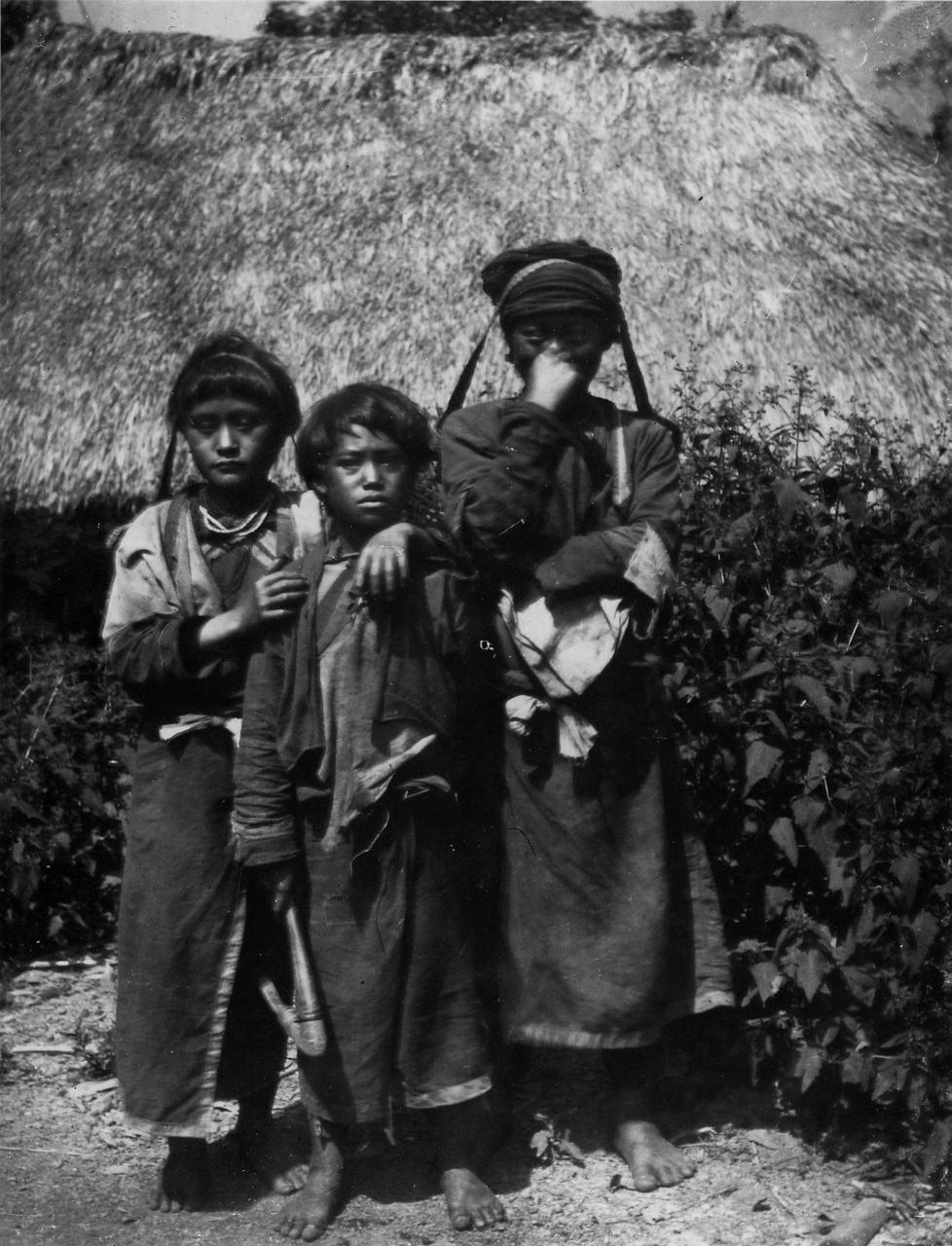
阿里山的原住民少女們（1900年）

居住在阿里山山區的鄒族（Tsou）原住民，目前有達邦（Tapango）與特富野（T'fuya）兩個大社，兩社各有自己的頭目與長老、發展領域與文化傳統。

## 經濟

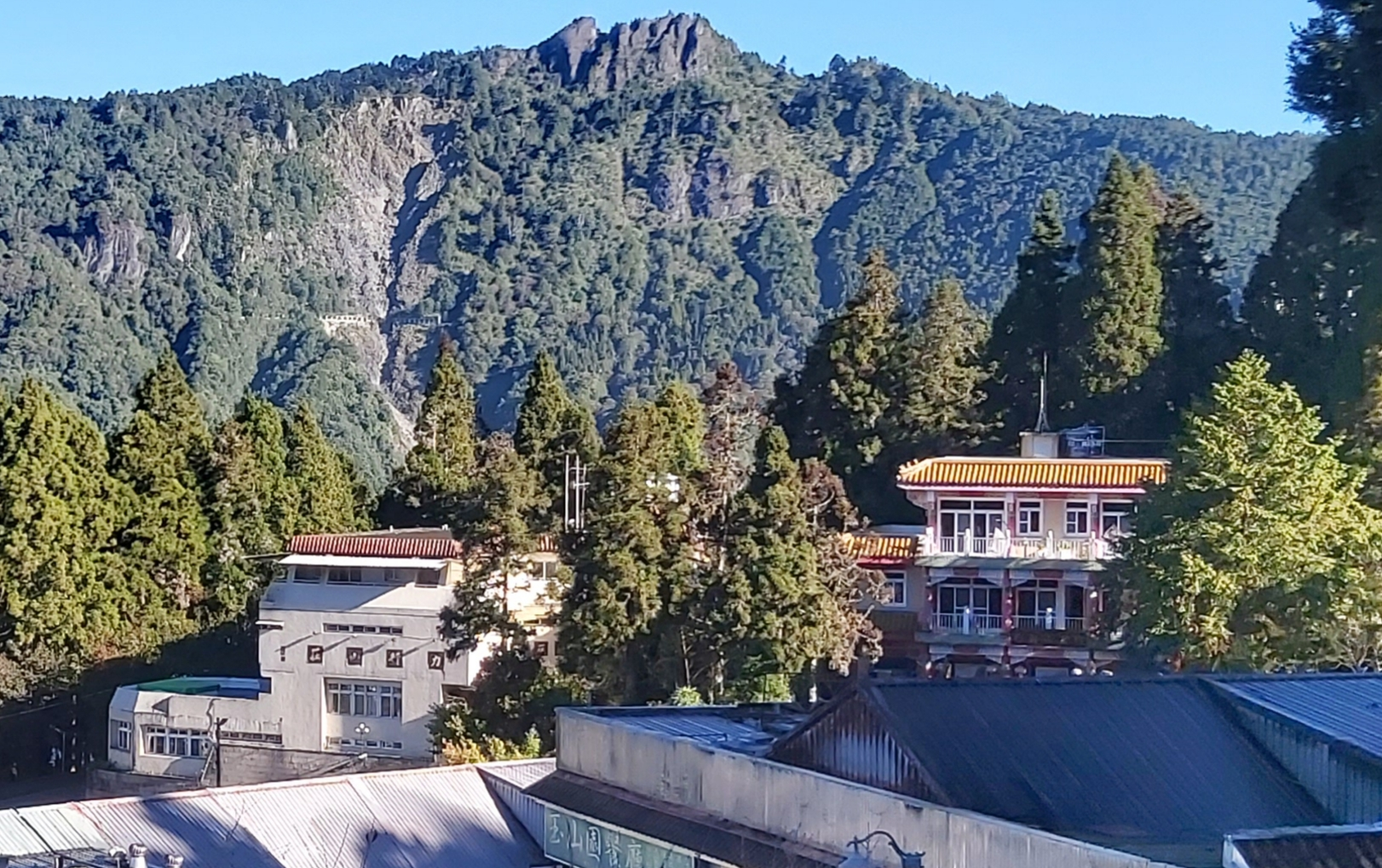
力行山莊與阿里山郵局

### 林業
自日本當局深入開發後，林木開採一直是當地最主要的經濟來源。戰後，當地年平均原木產出量為日治時代的3.4倍。當地珍貴林木在歷經數十年開採後幾乎殆盡。

### 觀光業
阿里山國家風景區管理處結合「日出、雲海、晚霞、森林、鐵道」等五大資源形塑「茶、咖啡、鐵道、原民、生態、浪漫」等六大觀光主題發展各類主題旅遊，並針對在地產業輔導推出茶旅達人、鄒旅達人與特色店家營造等方案推動園區遊覽以精緻、深度與小眾三種不同的旅遊型態活動。

## 歷史
- 1937年－日治時期，新高山（玉山改稱）、阿里山被指定為日本國立公園。
- 1985年－玉山被指定成中華民國的國家公園。
- 2001年－阿里山一帶被指定為中華民國的國家風景區之一。

## 交通

### 森林鐵路

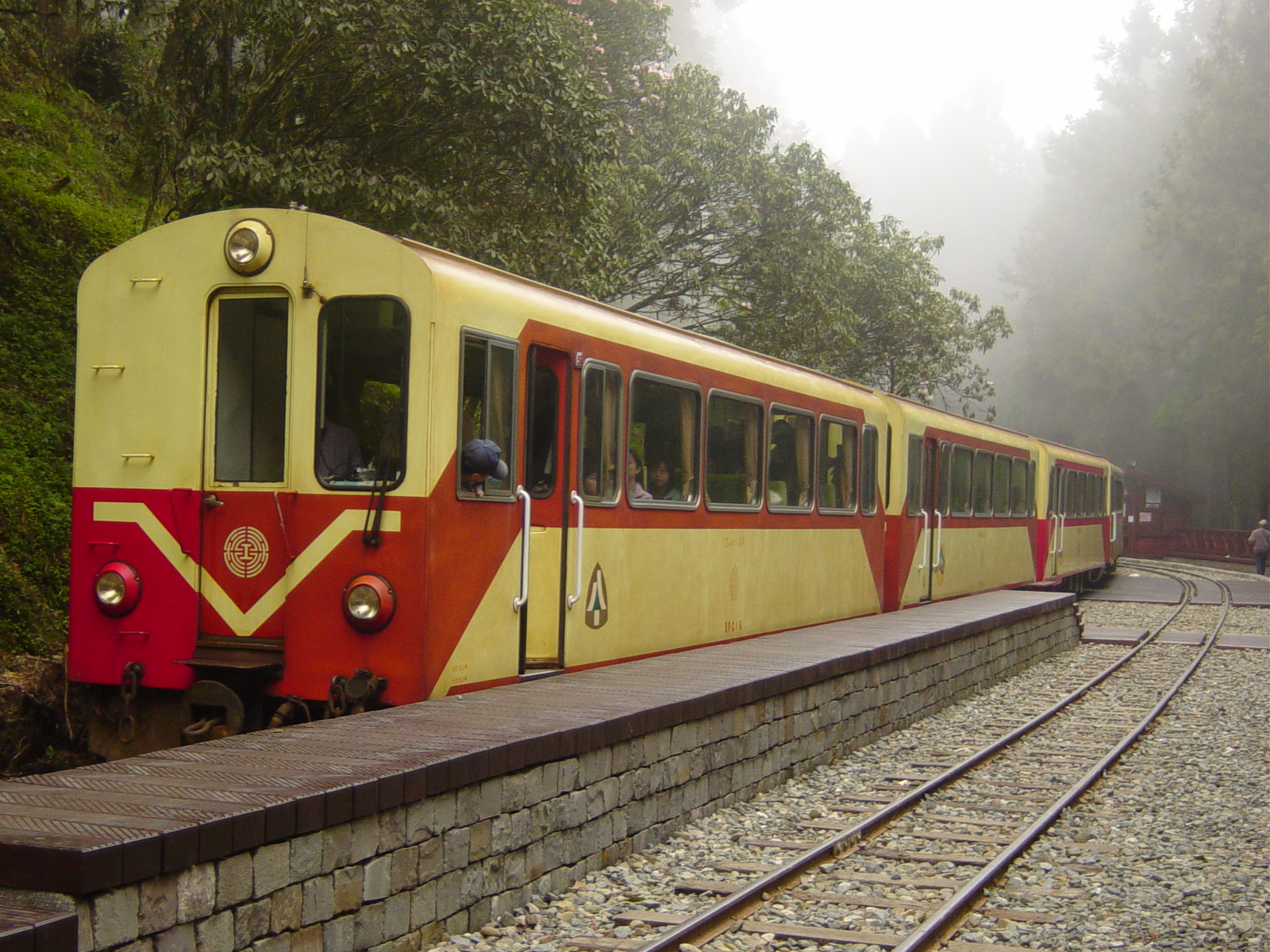
阿里山森林火車

阿里山森林鐵路(阿里山小火車)為台灣迄今僅有的兩條仍處於營運狀態的高山森林鐵路之一（另一條是太平山森林鐵路)，完工於1914年，興建時主要用途是輸送阿里山林場產出之木材。1963年林場砍伐業務結束後，客運與觀光成為該鐵路的主要功能。

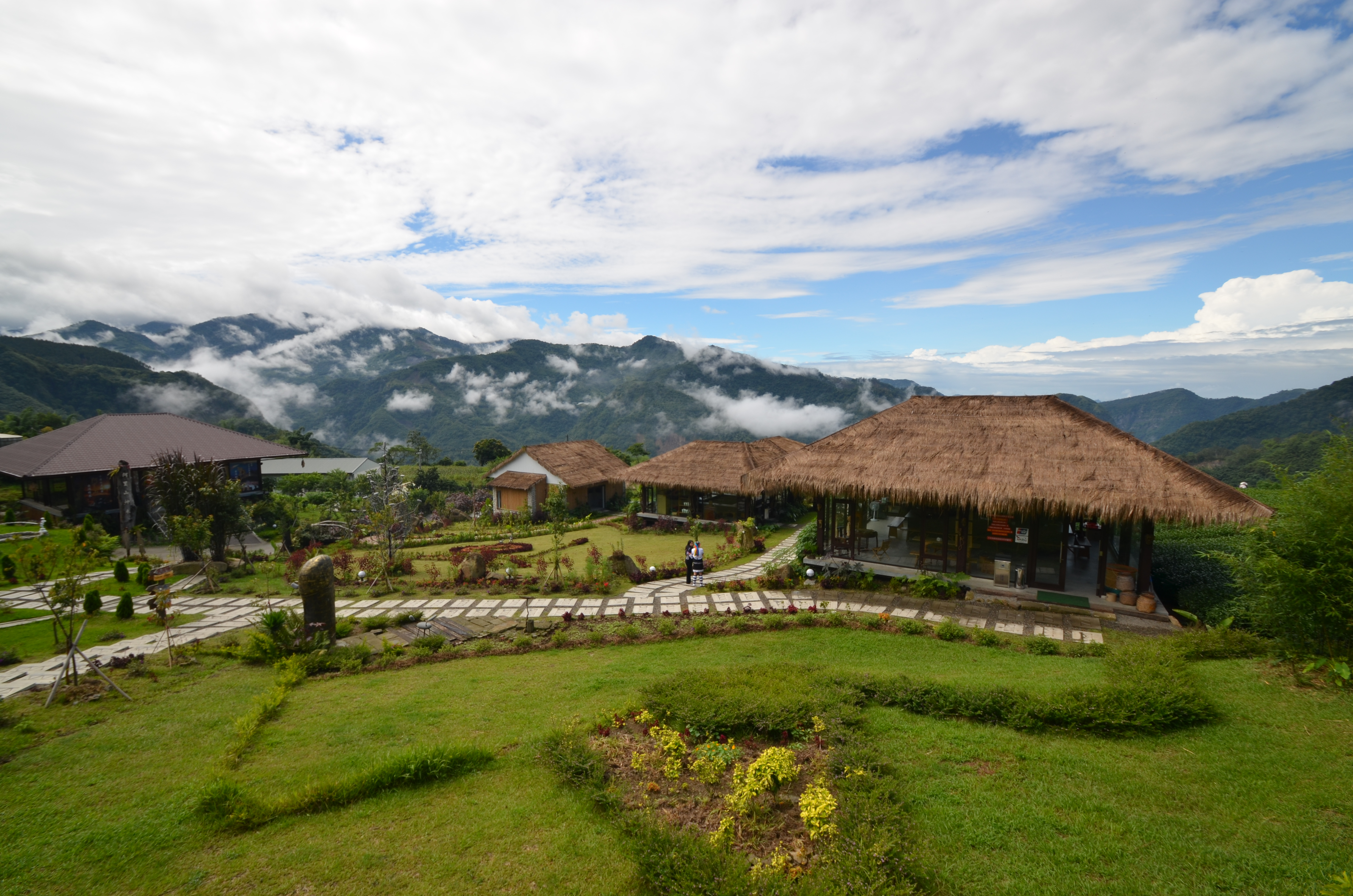
阿里山鄒族文化部落

其路線包括一條起點為嘉義市嘉義車站、終點為嘉義縣阿里山鄉阿里山車站的主線，以及眾多遍佈於阿里山區的木材搬運支線所構成。今日開放客運的部分，包括主線、一條早期搬運支線「眠月線」（921震災中損毀，至今仍在維修中）及一條為方便遊客觀賞日出而修築的「祝山線」。
為方便旅客前往參觀水山巨木（新神木），林業及自然保育署又修復了水山支線，但至今仍未營運，目前沿線作為遊客步道和疏伐使用。

## 主要景點與景觀

### 姐妹潭

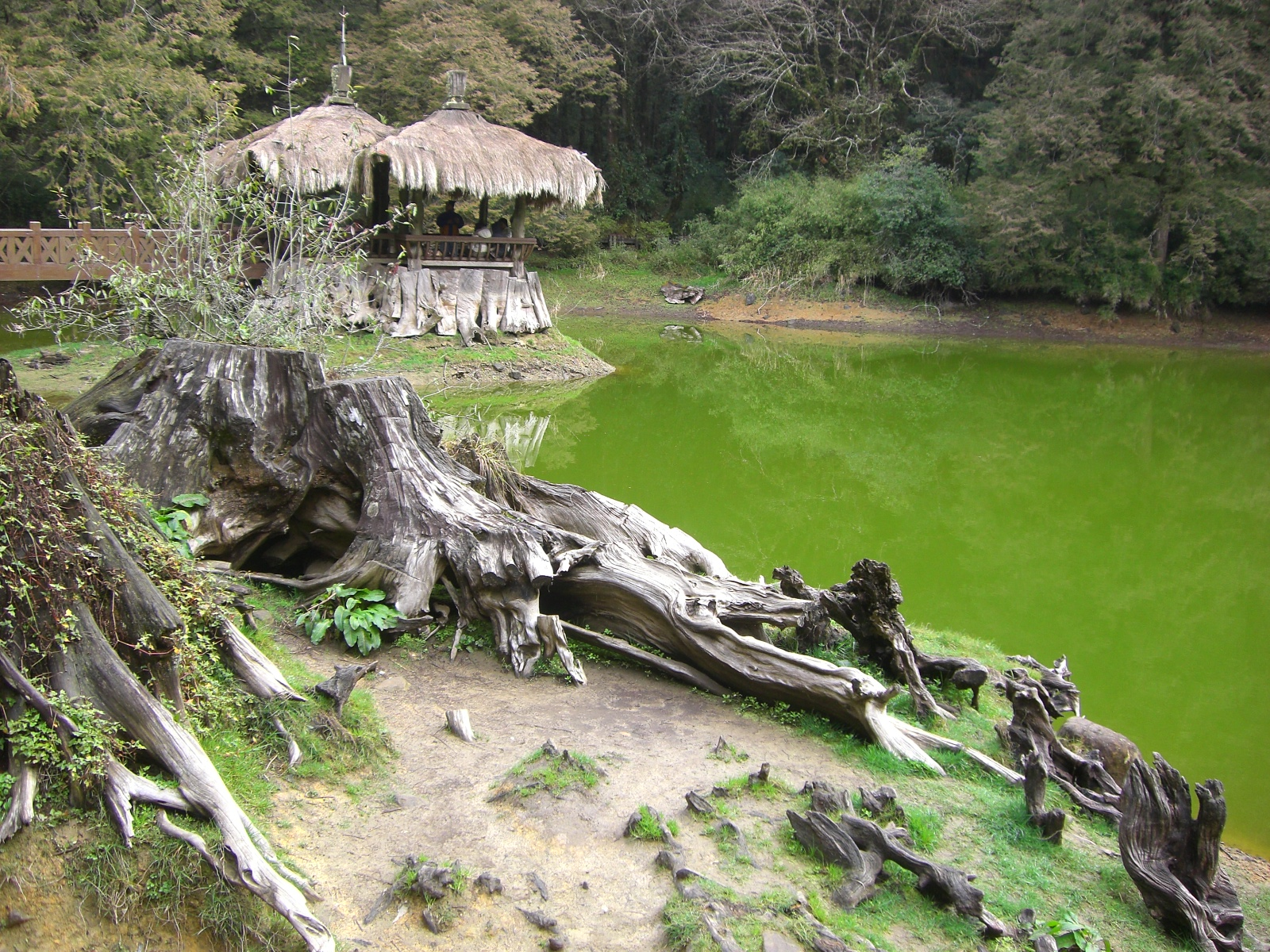
姊妹潭的姊潭

姐妹潭是二個大小不同的相近湖泊，姐潭湖區有一座以檜木為基座的相思亭，而姐妹潭週圍有長180公尺的環潭步道。其名稱由來是相傳有一對原住民姐妹同時愛上一名男子，但因彼此不願傷害姐妹間的情誼，卻割捨不下相思之情，因此兩姐妹分投姐潭及妹潭殉情，故後人附會而稱之為姐妹潭。其中姊潭約160坪，妹潭約20坪，夏季為滿水期，冬季則為枯水期。

### 塔山奇岩
塔山山頂巨大岩峰又稱為「後藤岩」，由姐妹潭旁的塔山步道往上可抵達奇岩上的觀景平台，可鳥瞰遊樂區及阿里山溪流地貌，且能遠眺玉山主峰、秀姑巒山與對高岳等山巒景觀。

### 小笠原山
小笠原山是阿里山山脈內的一座山，小笠原山是阿里山國家森林遊樂區的祕境，是2010年新的熱門景點，站在小笠原山上不但可以看到祝山，還可以看到台灣最第一高峰的玉山主峰以及萬歲山的風景，是阿里山的最後的美麗一座山-小笠原山。
站在小笠原山上，360度旋轉，可以一次看到台灣三大山脈，包含中央山脈和玉山山脈以及阿里山山脈，不管是日出或日落，都很美，可以一次看個夠。
隨著阿里山森林火車祝山線復駛，阿里山上的新景點-小笠原山也跟著曝光。
站上海拔2500公尺的小笠原山，不僅可清楚望見高3952公尺的玉山主峰，還可看見1千元鈔票上面的植物「玉山薊」。 
森林火車恢復通車後，許多遊客搶著站上小笠原山觀日眺望台，因為只要站上這裡，台灣三大山脈便盡收眼底。
「同時可見三座山脈，中央山脈在最後一個，再來是玉山山脈，目前這個位置是阿里山山脈。」 
可以一次看到高雄市、嘉義縣、南投縣交界的美麗一座山。
小笠原山位於祝山稜脈的末端，海拔2488公尺，是為了紀念1904年首度踏勘至此的日籍技師小笠原富次郎而命名。小笠原山因地勢特立，所以不但與中央山脈、玉山群峰對峙，近處可觀塔山、對高岳、萬歲山，遠處甚至可以望至嘉南平原，"漫步在雲端"的站長更曾在此瞭望至雲林麥寮六輕、嘉義東石漁港，而且朝可觀日，暮可品夕，不時還有雲海可賞，360度環繞山景令人嘆為觀止。
94年11月小笠原山觀景台完工，但林務局似乎不希望太多遊客來這裡，並沒有多作宣傳，也沒有製作指標（祝山車站前的指標是今年才樹立的），造訪的遊客也就十分稀少，以致於成為行家口中的秘境。直到八八風災損及祝山觀景台，小笠原山成了祝山觀日的替代方案，阿管處才整修小笠原山的林道，樹立指標，小笠原山這才公諸於世。

### 阿里山神木群

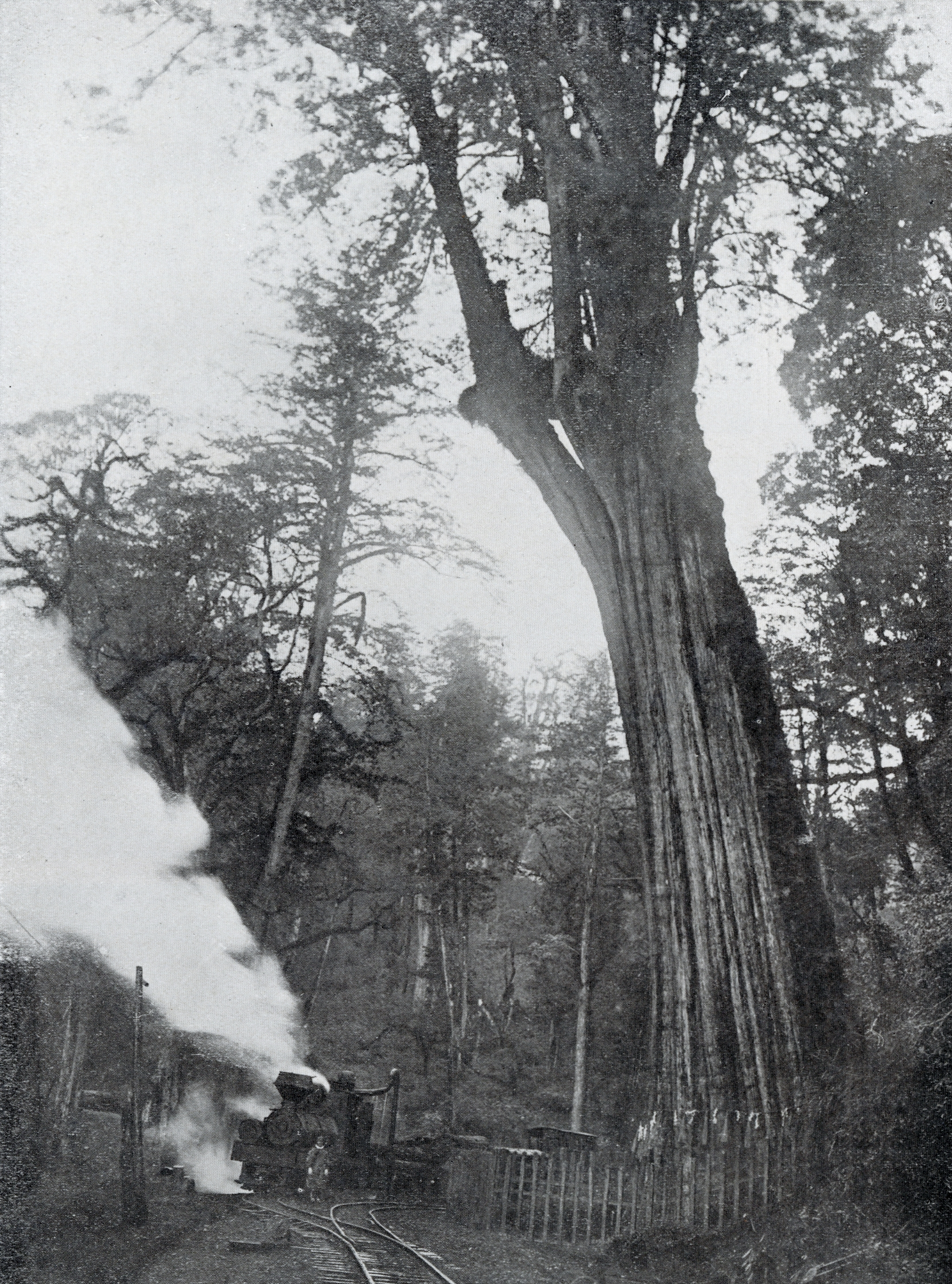
約1930年的阿里山神木

「阿里山神木」原本指的是阿里山森林鐵路旁一棵樹齡達三千餘年的紅檜。該樹木為日本人小笠原富次郎於1906年11月發現，被尊稱為「神木」。發現時樹高53公尺，樹齡達三千年以上，樹幹在距地面一公尺半高處的直徑是4公尺66公分，樹幹接者地面處的週圍達23公尺，材積達五百立方公尺，阿里山森林鐵路通車後，成為聞名中外的台灣地標之一。
1956年6月7日清晨，神木遭到雷擊，樹心油脂被焚燬。雖然後來樹頂曾經生出嫩枝，卻在不久後即告枯萎，被林業專家宣布復育無望。在雷擊後，玉山國家公園管理處在神木殘軀上種植紅檜幼苗，以保持其綠意盎然的樣子。
1997年7月1日，神木本身因連日大雨，根部腐朽嚴重，一半的樹身迸裂傾倒在森林鐵路上，壓壞了鐵軌。在經過專家評估後，認為有安全之虞。1998年6月29日，林務局正式放倒神木，阿里山神木也因此走入歷史，傾倒的樹身就此橫置於原地，成為遺蹟，供人瞻仰。
在阿里山神木傾倒之後，林務局嘉義林區管理處整理出園區內38株神木出來，開闢「巨木群棧道」，以參觀阿里山神木群的新景點，且在2006年9到11月間進行網路票選活動，選出其中位於香林國小旁的光武檜為二代神木，並被當時的嘉義縣長改名為「阿里山香林神木」。
除阿里山神木群之外，從阿里山遊樂區走台18線公路往玉山方向路旁有一36公尺高、樹齡1600年的「紅檜巨木」。里程89.3公里處另有一棵獨立的「鹿林神木」，是目前全國排名第2大的神木。

### 神怡流瀑
位於神怡橋下游區域，因該地坡度陡峭雨天時容易為雨水沖刷導致邊坡崩塌，危及神怡橋與附近的神木車站鐵道路基及河道兩側檜木巨木群，嘉義林管處遂於2019年起動工整治以調整流心、降低流速及穩定邊坡，工程獲頒「優良農建工程治山防災類特優獎」。

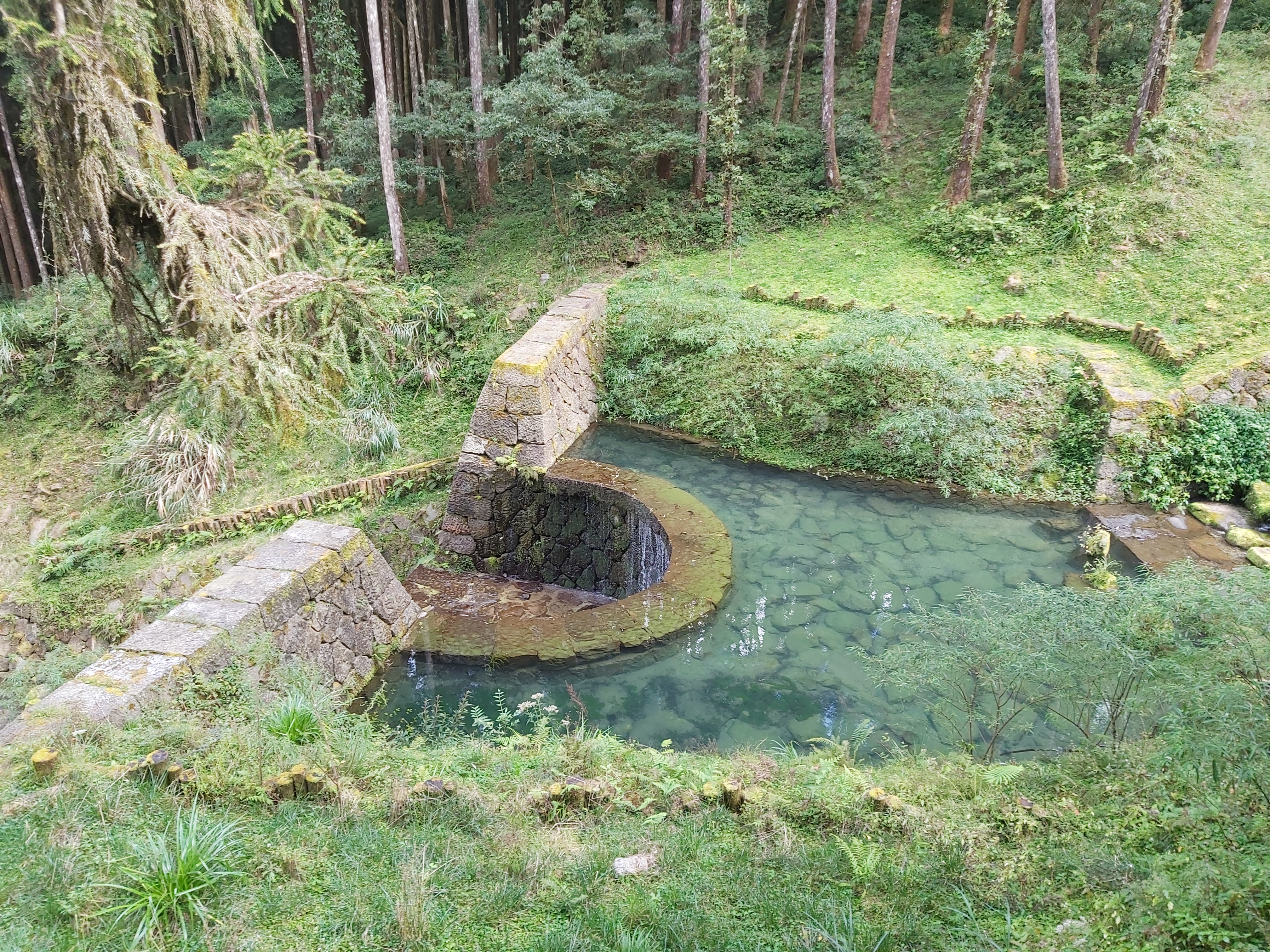
神怡瀑布
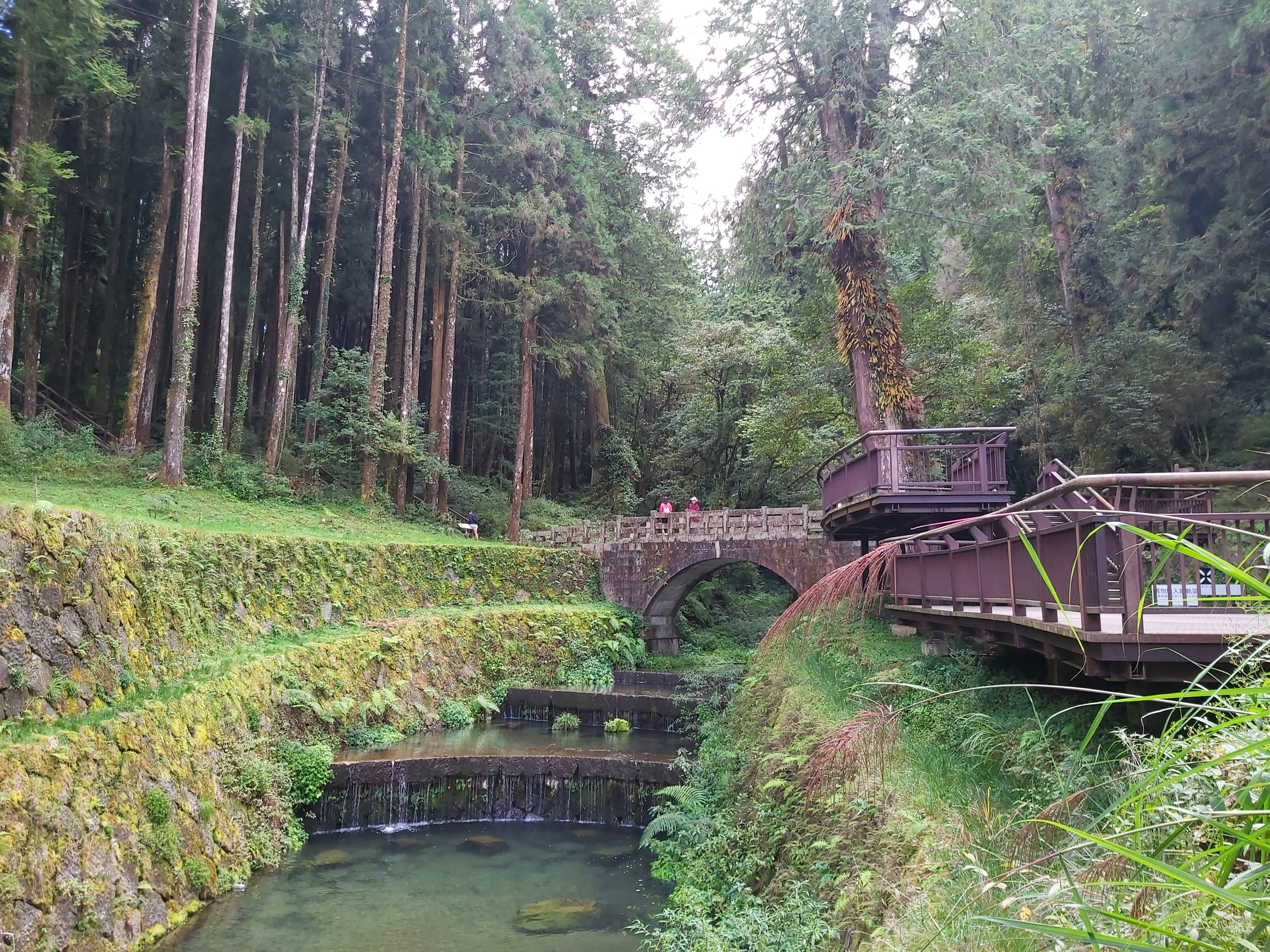
神怡橋

### 香林拱橋

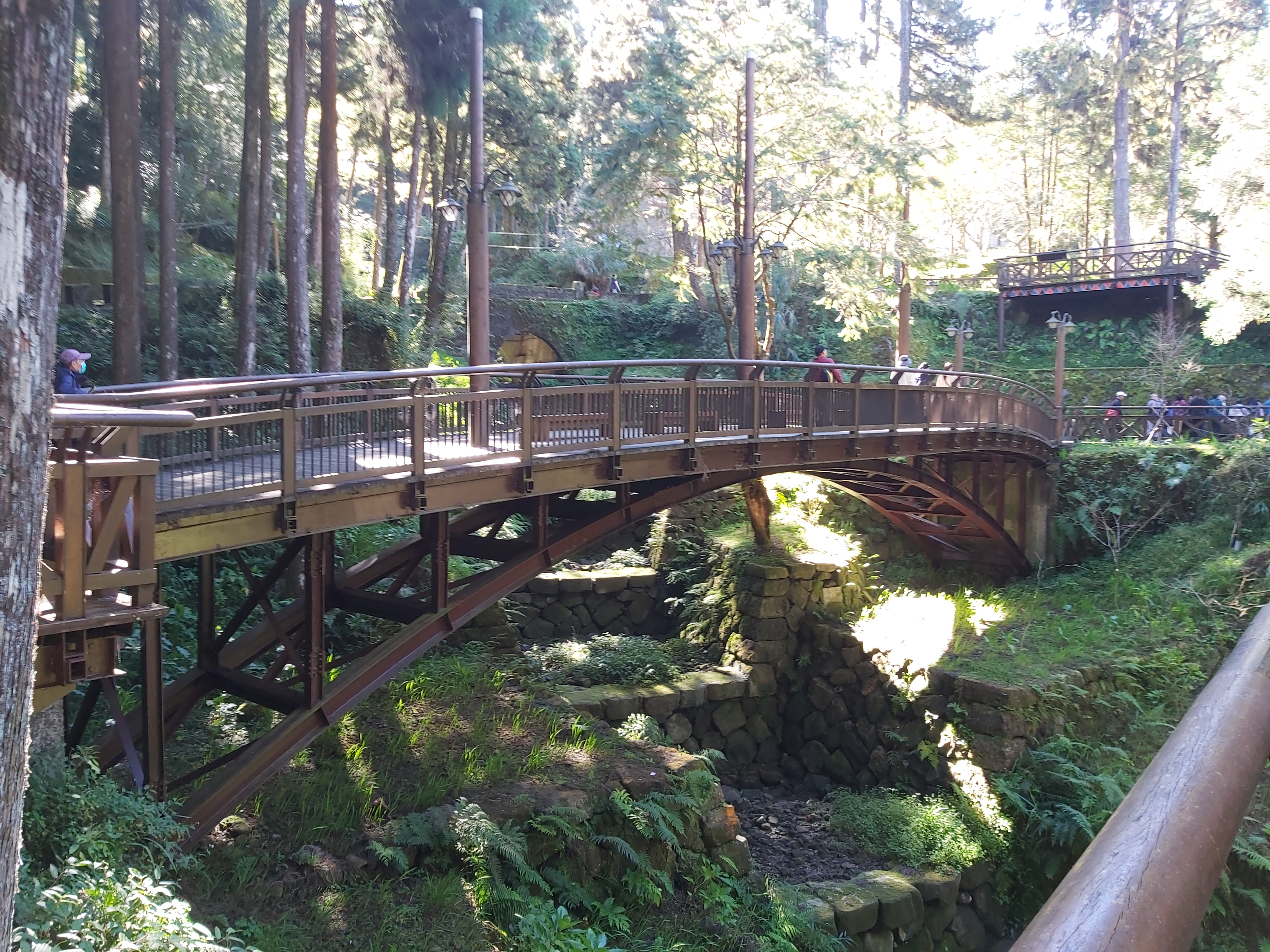
香林拱橋與舟之橋

香林拱橋位於海拔約2200公尺阿里山工作站與受鎮宮附近，為車道跨越阿里山溪時的石拱橋，2015年為解決人車爭道問題而於西側新建「舟型橋」，為阿里山園區名景之一。

### 樹靈塔

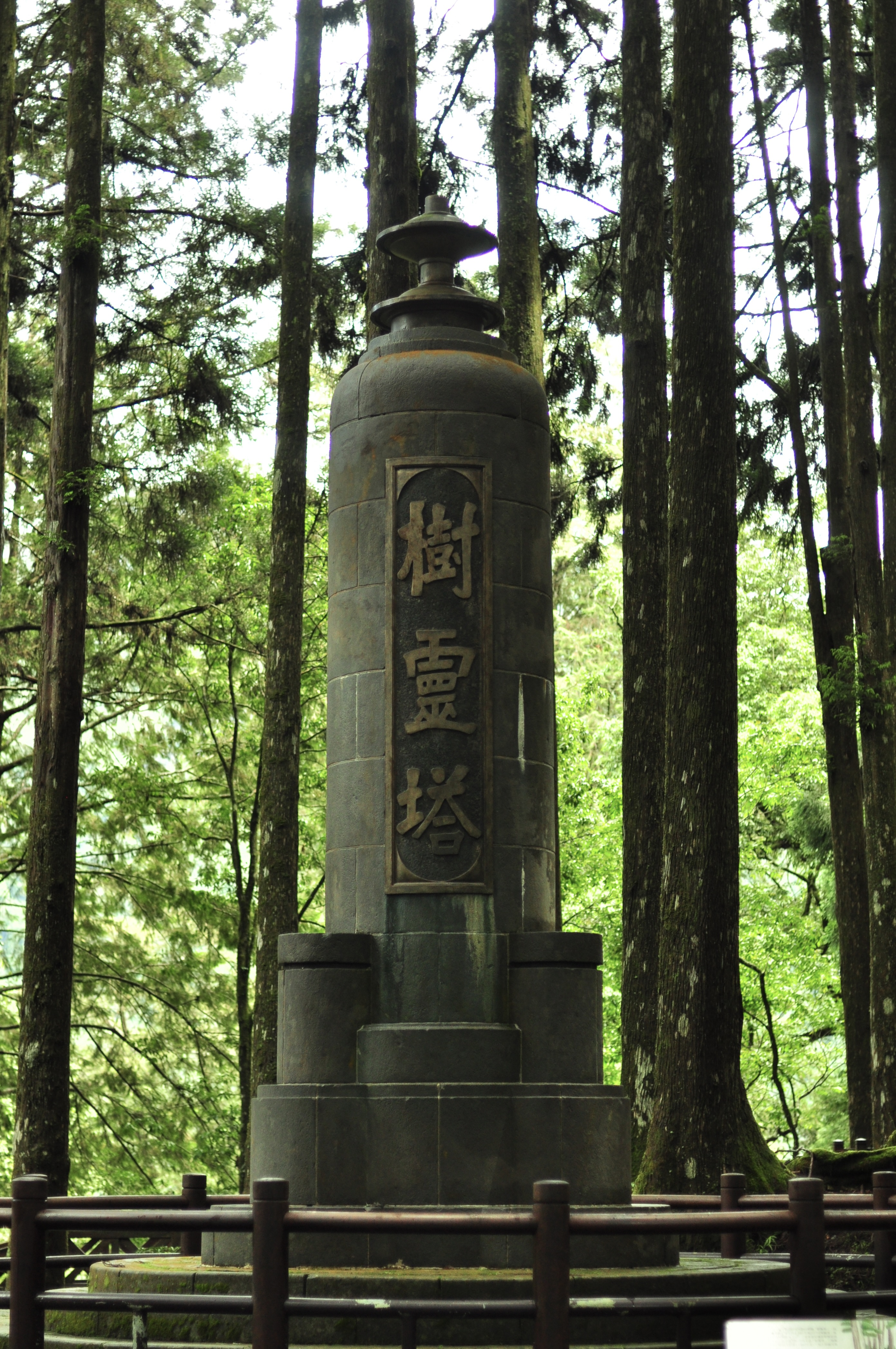
樹靈塔

據因日治時期曾大量砍伐阿里山千年神木時有不少伐木工人罹患罕病身亡並發生多件怪事，日本當局遂認為是樹靈作崇而於1935年興建樹靈塔以祭祀樹靈。樹靈塔底層設計六層環狀造型象徵被砍伐的神木年輪，每層代表五百年，合計總共是三千年。

### 琴山河合博士旌功碑
阿里山林業開發與阿里山森林鐵路先驅者河合鈰太郎號琴山先生的紀念碑。

### 阿里山慈雲寺
主祀佛像為泰國國王拉瑪六世贈予日本大正天皇已有千年歷史之外為銅鑄、內為金砂的釋迦牟尼佛像，1919年寺院作為曹洞宗的「阿里山寺」建立，由時任曹洞宗管長將佛像遷祀於此。初由日本比丘坪井朴龍於此住持佛法，續於1921年塑一銅鐘並建鐘亭一座。戰後改稱為「慈雲寺」。寺前植有銀杏樹，庭院植有「多花紫藤」。

### 阿里山生態教育館
林業及自然保育署嘉義分署將舊阿里山工作站及週邊其他建物重新整建為「阿里山生態教育館」、「臺灣一葉蘭生態故事館」及「阿里山山椒魚館」三座建築，主管臺灣一葉蘭自然保留區、塔山野生動物重要棲息環境以及鹿林山野生動物重要棲息環境等三處保育場域。生態教育館入口展廳展覽阿里山的發展軌跡及陶版，呈現自1896年迄今的大事紀及早期華特‧古費洛、鳥居龍藏、森丑之助及鹿野忠雄等27位自然研究學家的研究成果。

### 阿里山貴賓館
興建於1920年，在日治時期為嘉義營林所出張所用於接待來訪皇族與貴客的招待所，戰後成為總統蔣中正駐蹕阿里山的行館。

### 沼平公園

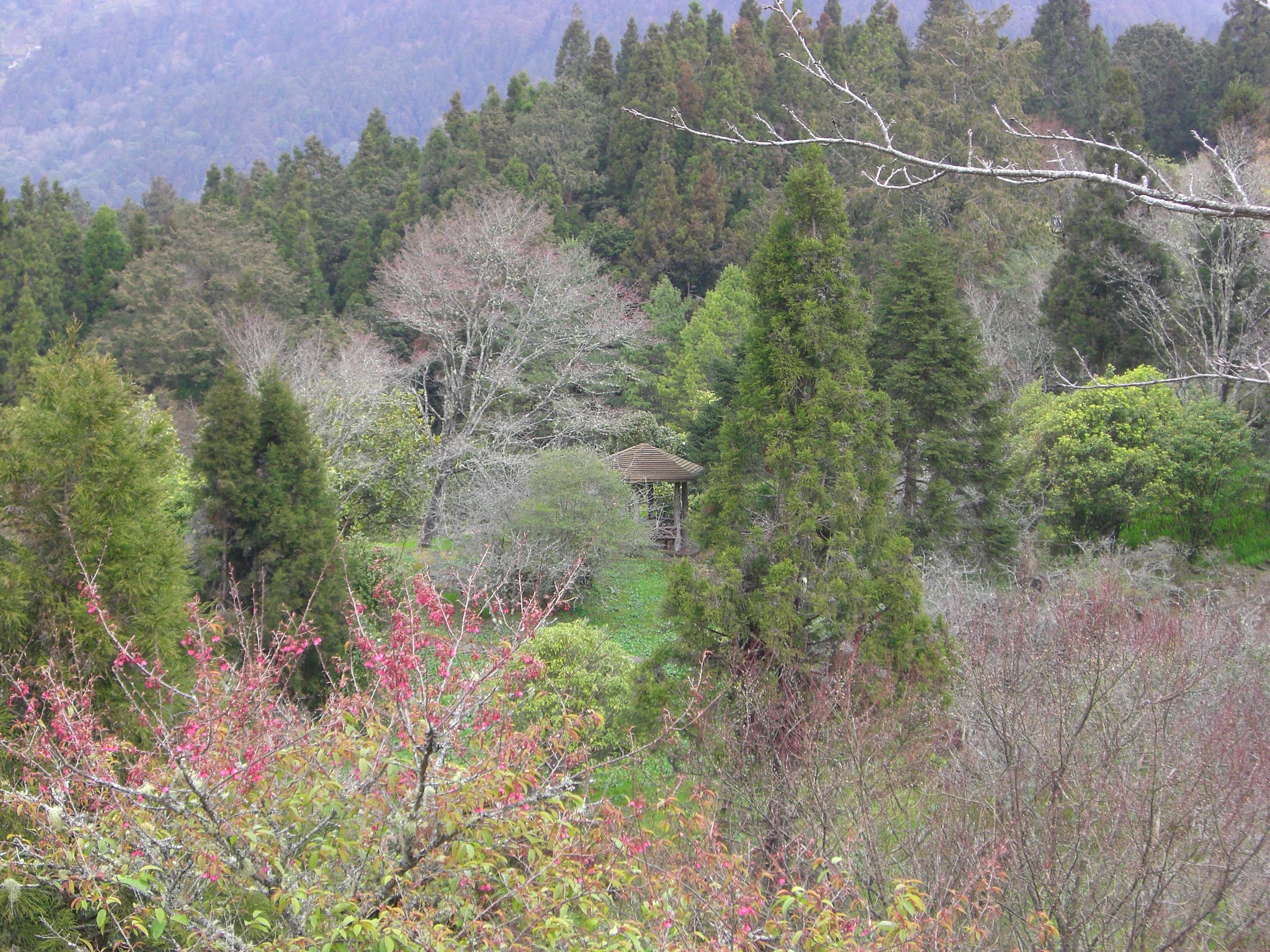
俯瞰沼平公園

在沼平車站旁，本來是阿里山中正村居民建立的一個伐木村落，隨著遊客增長，成為早期的商店街，然而1976年冬天發生森林大火燒毀沼平車站周圍一百多戶民宅和整個沼平商圈的店舖、住宅、與旅社。當時政府將受災戶安置於現在的阿里山車站附近，形成現在的阿里山商圈。之後由林務局重新修整規劃為沼平公園。2012年，林務局將原址重修，並邀請15位當代詩人以阿里山為背景創作現代詩，每首詩都刻成詩碑豎立於公園形成「詩路」。
沼平公園標高2274公尺，佔地廣大，種植許多的高山植物，更是阿里山賞櫻景點中視野最遼闊的地方。園內最高點可以遠眺阿里山山景，園區內有一座梅園，栽植了許多櫻花種類，包含吉野櫻、八重櫻、山櫻花，此外還有垂絲海棠、山茶花、繡球花、森式杜鵑、黃馨等其他花種。

### 櫻花

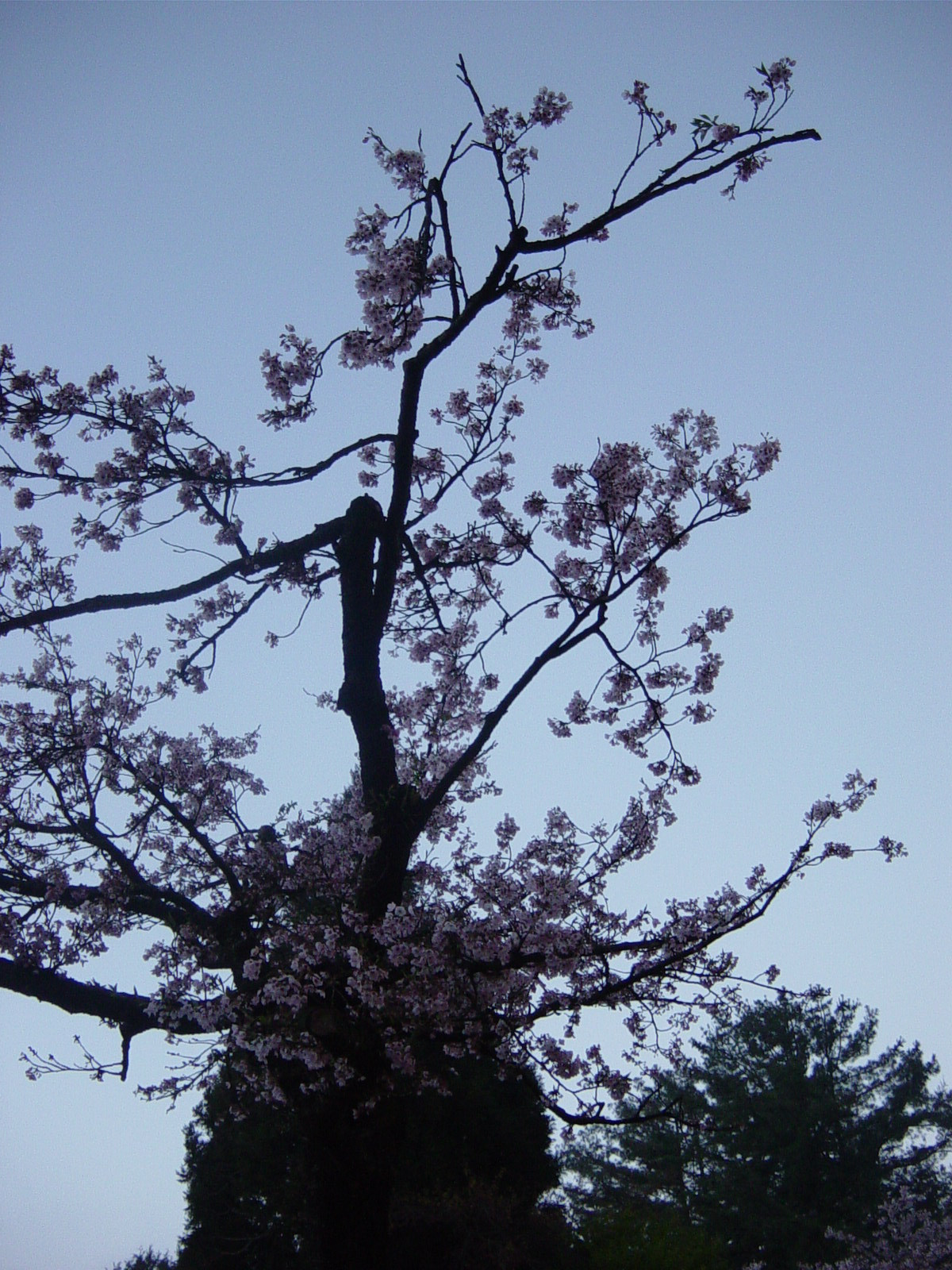
阿里山的櫻花

1903年日本人在阿里山試種櫻花，因為氣候合適，造就了阿里山櫻花的美景。每年2至4月間是阿里山的賞花季。而阿里山地區內的櫻花以吉野櫻數量最為龐大，多達1,900多株。其次為台灣山櫻花，約1,780株，而八重櫻也有上千株。以花期順序而言，阿里山的櫻花以台灣山櫻花花期最早，從每年年初到3月間盛開，而3月起，千島櫻開始盛開，而為數最多的吉野櫻自3月中旬起開始綻放，3月底進入盛開期，而之後接著開花的是富士櫻及八重櫻。觀賞吉野櫻的地點主要集中在阿里山派出所及阿里山賓館前方，另有阿里山賓館經梅園和阿里山派出所至祝山登山口和沼平火車站經姊妹潭、受鎮宮、慈雲寺、高山博物館、三代木、象鼻木至阿里山賓館等兩條賞櫻路線，前者約0.6公里，後者2.6公里。

### 日出及雲海

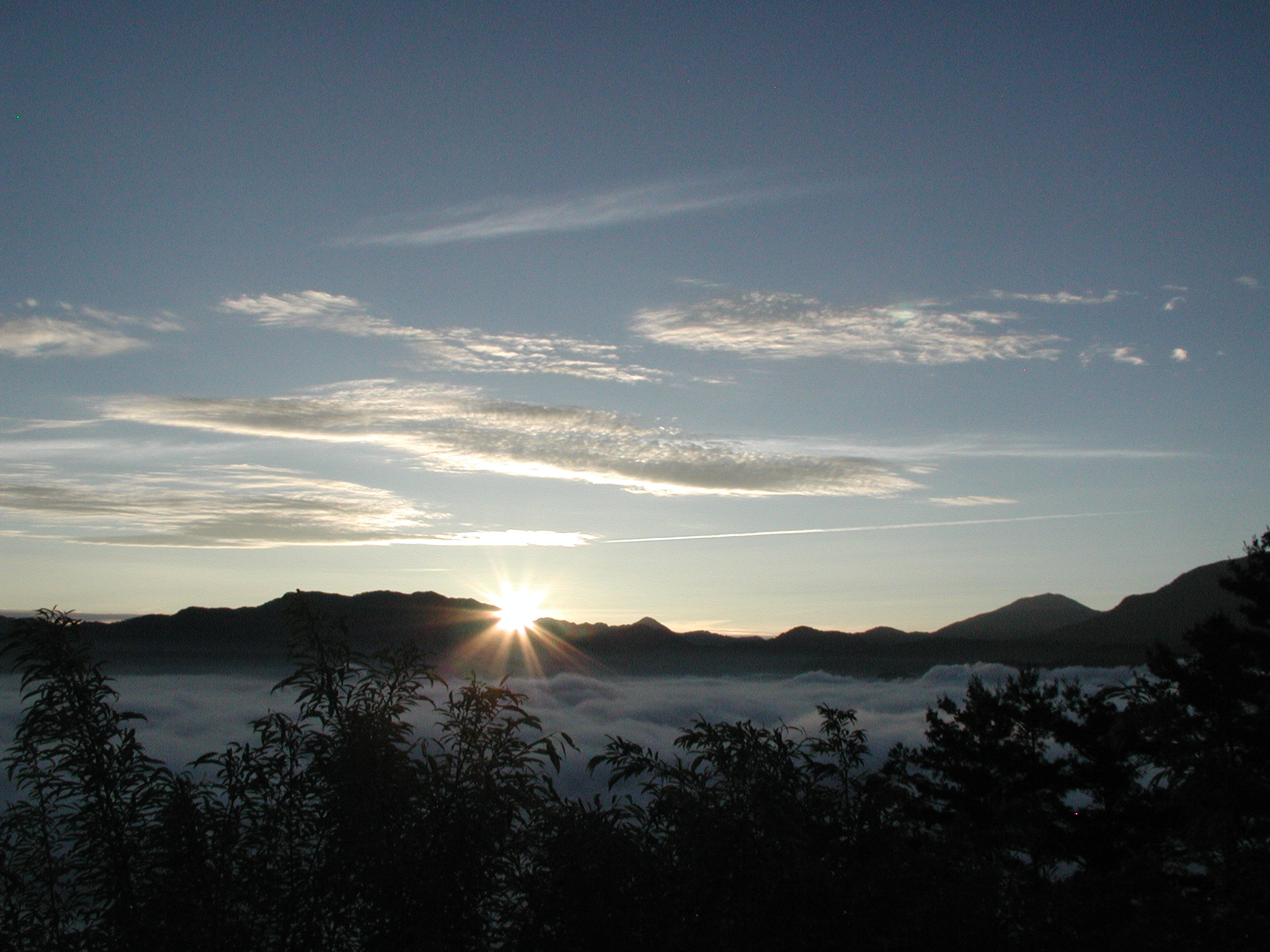
祝山觀賞日出

在阿里山觀賞日出有兩處地點：祝山與對高岳，兩處地點同在阿里山鐵路的祝山線上。對高岳是阿里山最早的觀日出地點，阿里山的林業及自然保育署也有設置觀賞台，但對高岳的遊客人數仍不及祝山。而在祝山日出的地點與時間一年四季都不盡相同，夏至的日出時間是約清晨5時，日出地點是郡大山與秀姑巒山之間。冬至日出時間則是清晨7時，地點在玉山主峰南側。春分與秋分的日出時間是清晨6時，日出地點是秀姑巒山與玉山北北峰之間。另尚有乘坐特約專車前往特富野古道自忠登山口觀看日出的替代方案。

### 阿里山受鎮宮

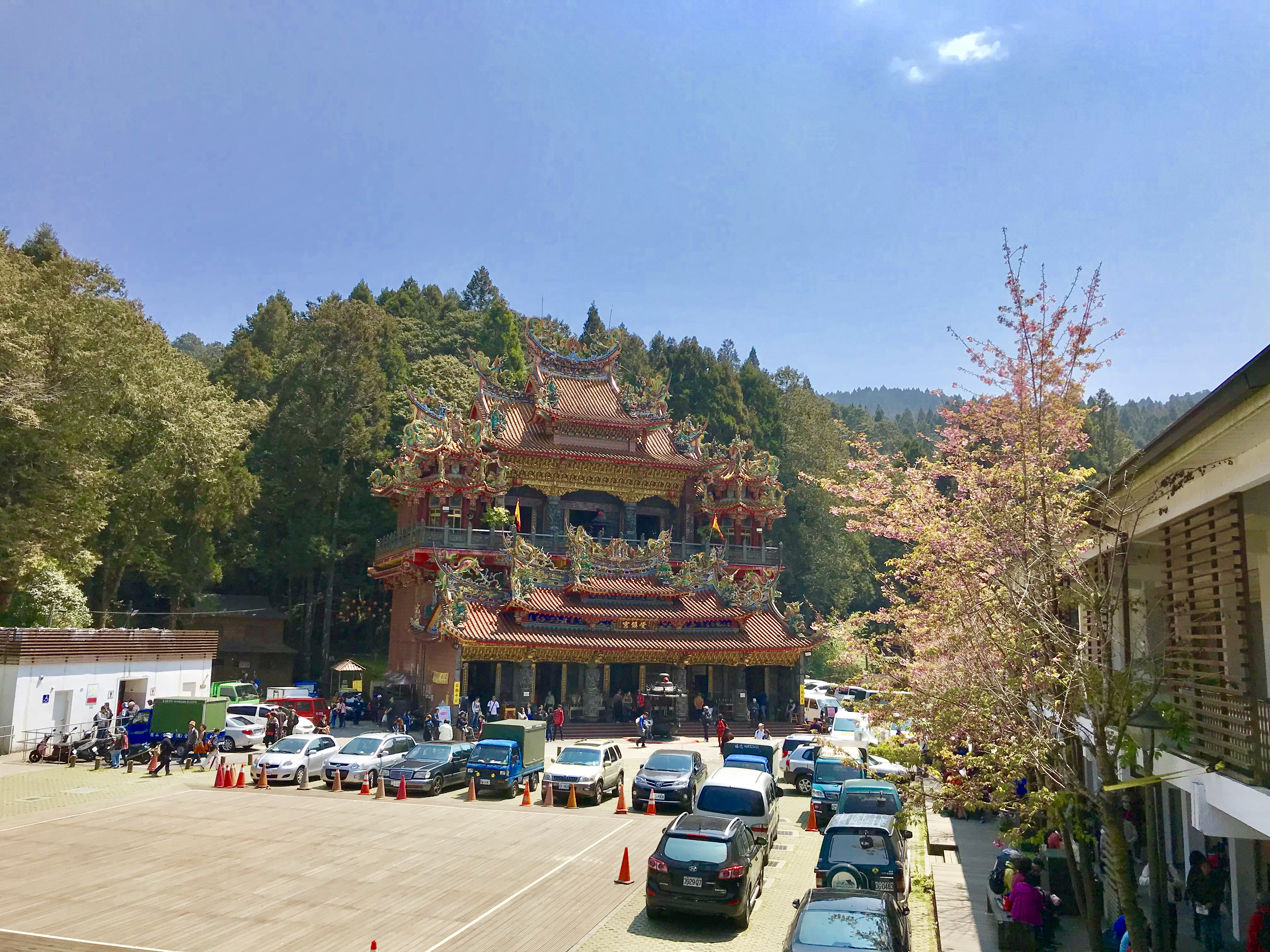
阿里山受鎮宮與香林服務區

阿里山受鎮宮在農曆三月都有蛾類飛來停留在神像衣服上或附近，傳為神跡。

### 阿里山博物館
阿里山博物館全棟以檜木興建，位於森林遊樂區阿里山工作站附近。原址為「高山博物館」，初建於1912年，後曾重新整建，於2009年重新開放。全館展示以阿里山早期開墾器具、高山動植物標本以及鄒族各部落傳統服飾、生活器物與雕刻藝術等物品為主，內部委由阿里山鄉來吉部落設計。

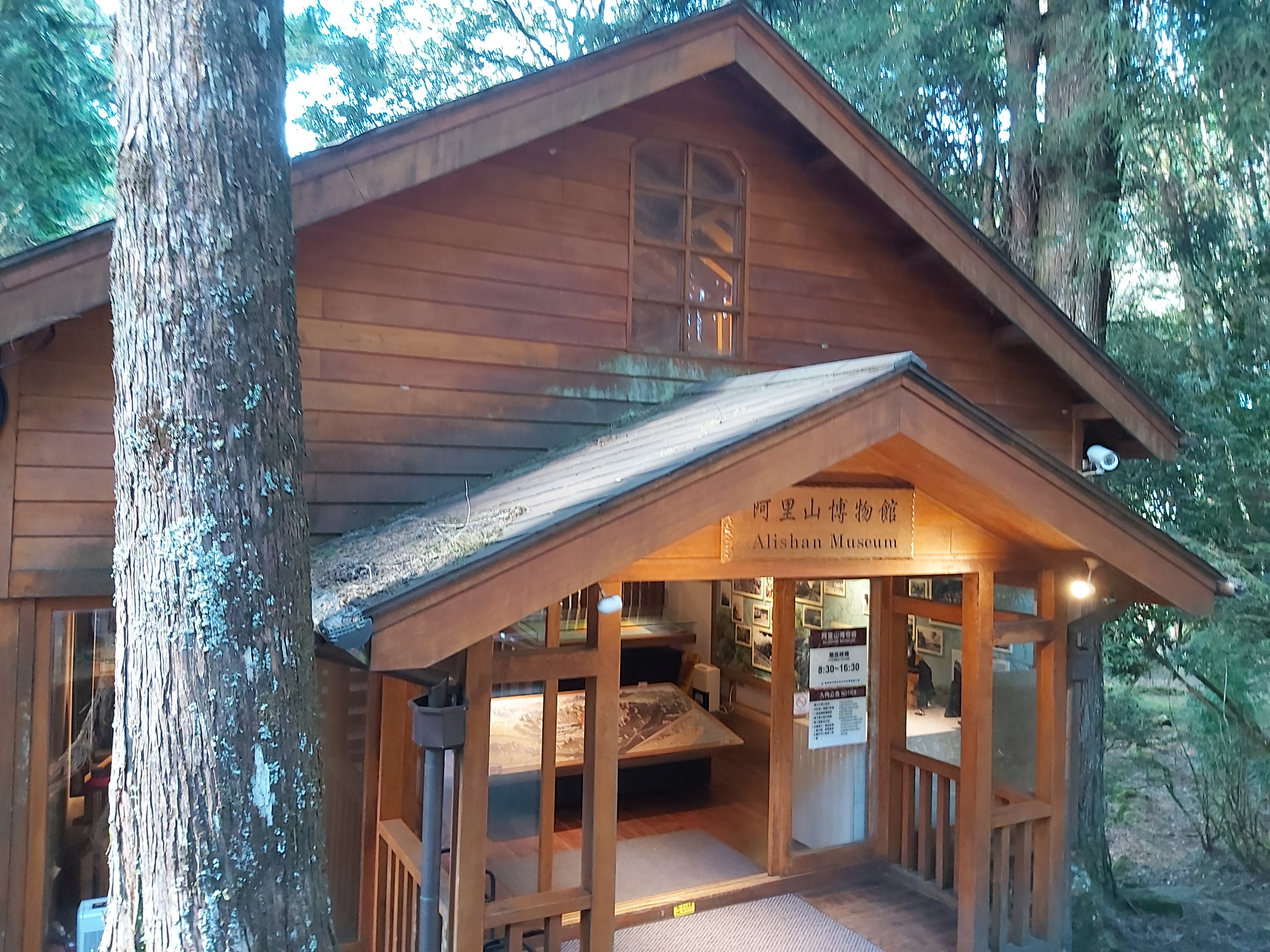
阿里山博物館
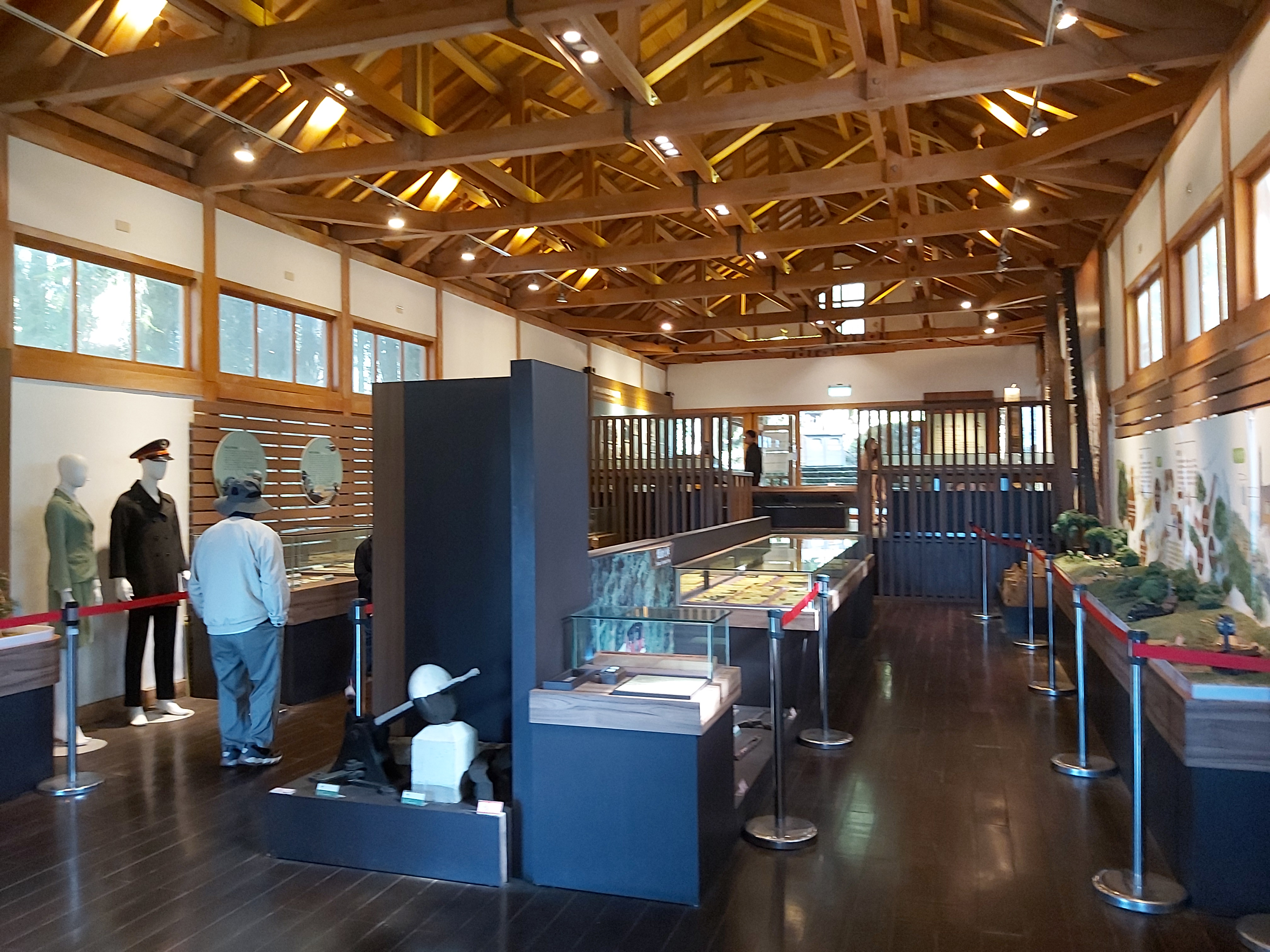
展廳
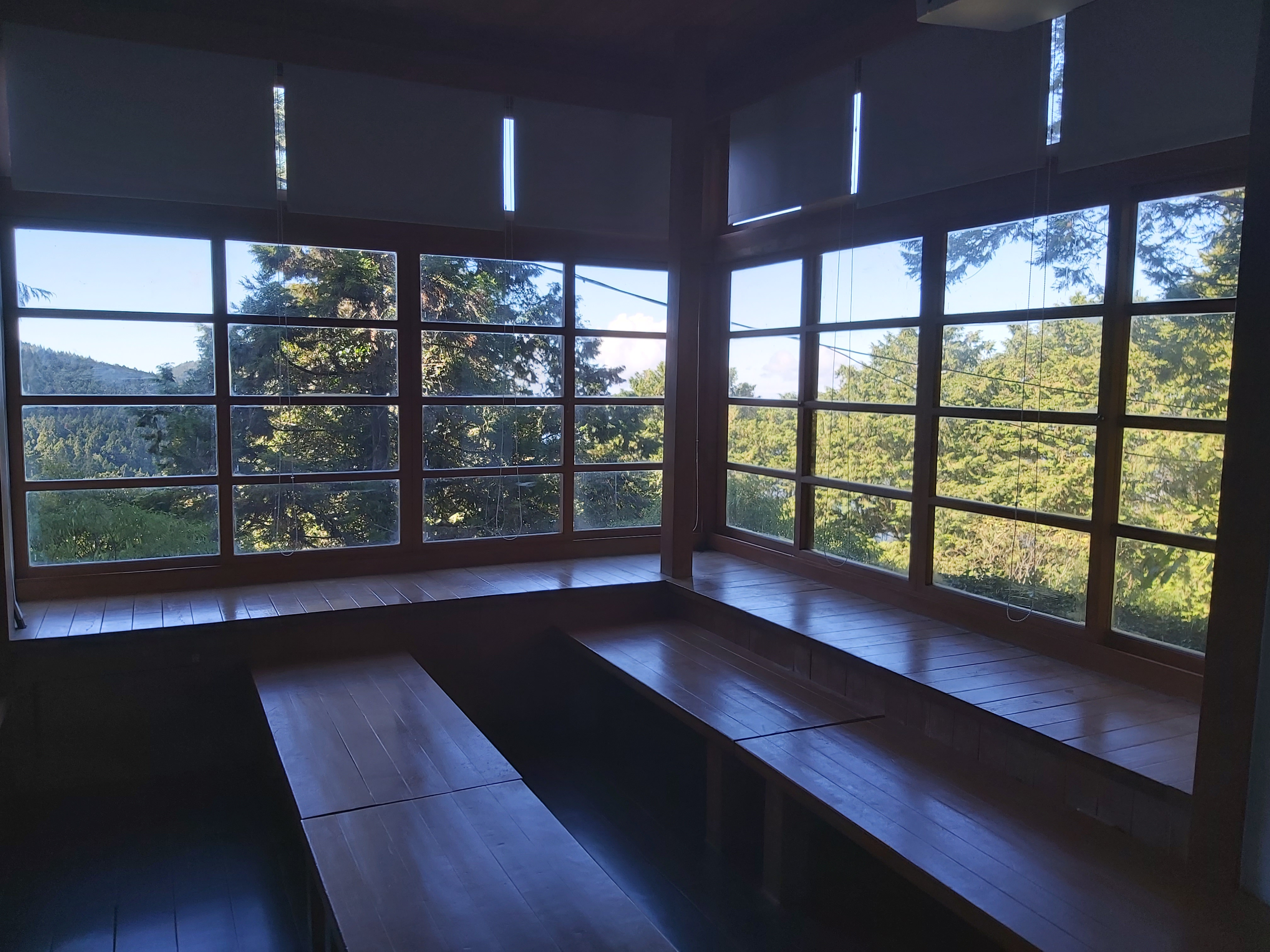
休息室

### 臺灣島難抵極
臺灣島難抵極（23°31′N 120°49′E / 23.51°N 120.81°E）位於臺灣嘉義縣阿里山鄉。距海約67.4（41.9英里），海拔約2,406（7,894英尺）。

## 周邊地區景點

### 奮起湖

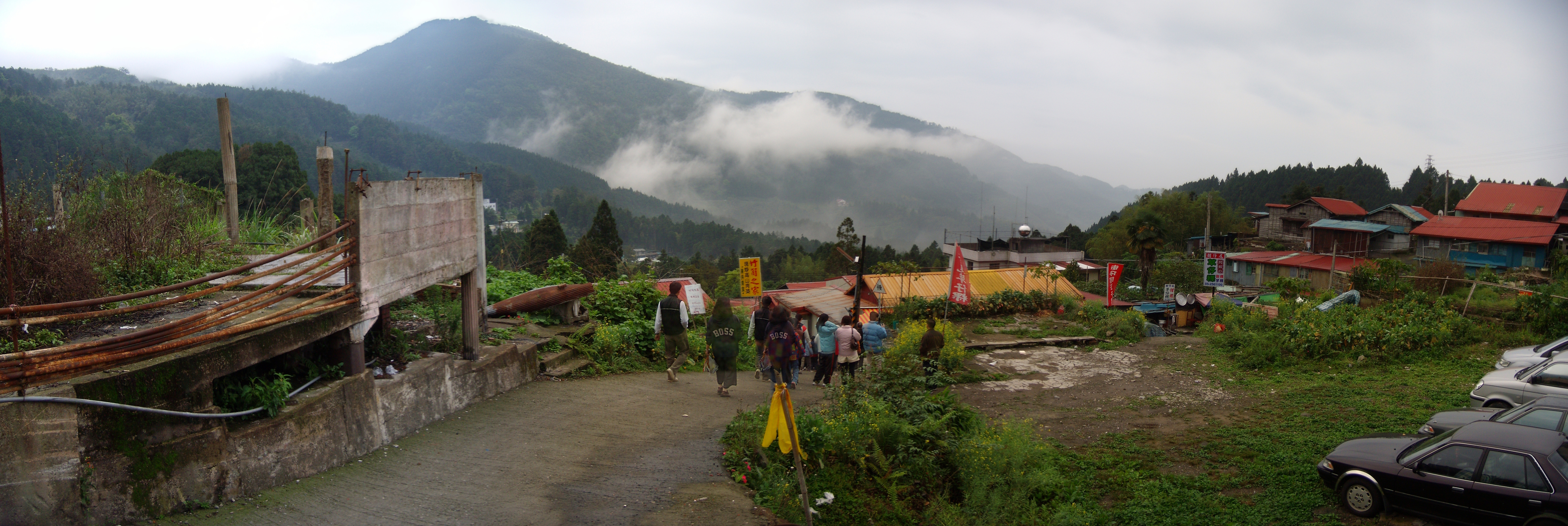
奮起湖霧景

奮起湖海拔1,403公尺，東、西、北三面環山，地勢低窪，中間低平，形如畚箕，雲霧環擁如湖，故而舊稱畚箕湖，後因名不雅，而改為「奮起湖」。阿里山森林鐵路在此設有奮起湖車站，早年以老街、便當和四方竹聞名，並有奮起湖十六景。
奮起湖老街以紅檜建成，早年沒有街名，當地人僅以「街仔」稱之。在台灣日治時期，林木資源豐富的奮起湖亦是木屐的製造重鎮，在阿里山森林鐵路建成後，奮起湖車站是最大的中途站，火車會在此停留較長的時間。也由於靠站時已近中午用餐，車員及乘客多會在此休息，也造成奮起湖的特殊的鐵道便當文化。
園區內最大的神木是水仙巨木，是一種紅繪巨木，已經兩千七百多歲了。

## 開發與爭議
2005年間，林務局將阿里山森林遊樂區、阿里山森林鐵路、阿里山觀光飯店（簡稱三合一案）依照「民間參與投資經營阿里山森林鐵路及阿里山森林遊樂區案」以BOT模式委託宏都建設開發經營，引發鄒族人嚴重抗議。由於該三合一案違反2005年2月5日公佈實施《原住民族基本法》第21、22條政府於原住民族土地內（包含傳統領域土地）從事土地開發及資源利用等相關事宜的規定（例如：BOT、ROT、OT案之招商，應與原住民族或原住民諮商，並取得同），在議約的過程中，並未得到鄒族人參與，因此從2005年起鄒族頭目汪傳發率領族人公開反對該BOT案。

## 外部連結
- 阿里山與奮起湖交通資訊 | 阿里山覓旅 （页面存档备份，存于）
- 阿里山國家森林遊樂區 - 台灣山林悠遊網 （页面存档备份，存于）
- 行政院自然與生態資料庫：阿里山神木群
- 阿里山是那一座山？  （页面存档备份，存于）
- 阿里山的大烏龍？  （页面存档备份，存于）
- 全台最高的郵局落在阿里山 （页面存档备份，存于）
- 阿里山國家森林遊樂區 - 交通部觀光局 （页面存档备份，存于）
- 旅遊資訊 - 國家森林遊樂區 - 阿里山國家森林遊樂區 （页面存档备份，存于）
- 阿里山國家森林遊樂區 - 國家森林遊樂區 _ 交通部中央氣象局 （页面存档备份，存于）
- 中華郵政全球資訊網 - 阿里山郵局 （页面存档备份，存于）
- 阿里山國家森林遊樂區的Facebook專頁